# Maria Pia Calzone
Maria Pia Calzone, née à Reino le 10 octobre 1967, est une actrice italienne.
Elle est connue principalement avoir joué Immacolata Imma Savastano, l'épouse du boss de la Mafia, dans la série télévisée Gomorra.

## Biographie
Maria Pia Calzone est diplômée du Centro sperimentale di cinematografia, et possède un diplôme en littérature de l'Università degli Studi di Napoli L'Orientale de Naples.
Elle a remporté le Premio Riccardo Cucciolla de la meilleure actrice au Festival di Vasto San Salvo en 2006 et le Premio Ippocampo de la meilleure actrice au Festival de Trieste Maremetraggio en 2006.

## Filmographie partielle

### Télévision
- 2007 : Era mio fratello de Claudio Bonivento
- 2012 : Anita Garibaldi de Claudio Bonivento
- 2014 : Gomorra (2014)[3].
- 2017 : Sirene de  Davide Marengo [4].

### Cinéma
- 2002 : Equilibrium de Kurt Wimmer
- 2015 : Il faut qu'on se parle de Sergio Rubini
- 2015 : Io che amo solo te de Marco Ponti
- 2017 : Napoli velata de Ferzan Özpetek
- 2018 : Benedetta follia de Carlo Verdone
- 2023 : SottoCoperta de Simona Cocozza

## Voix de doublage
- 2017 : Gatta Cenerentola de Alessandro Rak, Ivan Cappiello, Marino Guarnieri, Dario Sansone